# Mieses-Eröffnung
|   | a | b | c | d | e | f | g | h |   |
| 8 |   |   |   |   |   |   |   |   | 8 |
| 7 |   |   |   |   |   |   |   |   | 7 |
| 6 |   |   |   |   |   |   |   |   | 6 |
| 5 |   |   |   |   |   |   |   |   | 5 |
| 4 |   |   |   |   |   |   |   |   | 4 |
| 3 |   |   |   |   |   |   |   |   | 3 |
| 2 |   |   |   |   |   |   |   |   | 2 |
| 1 |   |   |   |   |   |   |   |   | 1 |
|   | a | b | c | d | e | f | g | h |   |

Die Mieses-Eröffnung: 1. d2–d3
Bei der Mieses-Eröffnung handelt es sich um eine Eröffnung des Schachspiels.
Die Grundstellung der Mieses-Eröffnung entsteht nach dem Zug:
1. d2–d3
Dieser erste Zug des Weißen wird sehr selten gespielt, weswegen diese Eröffnung in den ECO-Codes als „Unregelmäßige Eröffnung“ unter A00 klassifiziert wird.

## Historie
Der Namensgeber dieses Aufbaus ist der deutsch-britische Schachmeister Jacques Mieses (1865–1954), der in einem Wettkampf gegen Richard Teichmann, 1910 in Berlin, zwei Partien mit „seinem Zug“ eröffnete. Mieses erzielte damit aber nur mühsam ein Remis in der vierten Matchpartie, in der zweiten verlor er deutlich.
Im Turnierschach des späten 19. und frühen 20. Jahrhunderts hat Mieses den Zug 1. d2–d3 nicht zum ersten Mal gespielt oder gar „erfunden“. Schon im Jahre 1856 hat der britische Schachmeister Samuel Standidge Boden (1826–1882) in London gegen den starken Amateur John Owen (1827–1901) mit dem Mieses-Zug eröffnet, Schwarz gewann nach wechselhaftem Verlauf in 38 Zügen. Letzterem gelang 18 Jahre später in einem Wettkampf gegen Amos Burn der erste in Datenbanken aufgezeichnete Sieg mit Weiß.
Bis zur Mitte des 20. Jahrhunderts verschwand die Mieses-Eröffnung aus der Turnierpraxis auf Weltklasseniveau. In den 1960ern eröffnete dann der russische Großmeister Alexander Kotow drei Partien mit dem entsprechenden Zug, unter anderem 1961 in Stockholm gegen den deutschen Großmeister Wolfgang Unzicker (remis nach 51 Zügen).

## Aktuelle Bedeutung
Im Jahre 1997 kam die Mieses-Eröffnung wieder in das Bewusstsein der Schachöffentlichkeit, als Garri Kasparow sie in seinem Wettkampf gegen das Schachprogramm Deep Blue in der dritten Matchpartie spielte. Es war die Absicht Kasparows, die Maschine aus deren programmiertem Eröffnungsbuch zu bringen und in einer eher ruhigen, positionellen Stellung langsam zu überspielen. Die Partie ging allerdings durch Zugumstellung in die Englische Eröffnung über und endete nach 48 Zügen mit einem Remis.
In der heutigen Turnierszene spielt die Mieses-Eröffnung auf Großmeisterniveau keine Rolle, da aufgrund der immer weiterschreitenden, computergestützten Entwicklung der Eröffnungstheorie, der Anzugsvorteil des Weißen eine große Rolle spielt. Im Profischach kommt dem Schwarzspieler die Aufgabe zu, den Anzugsnachteil im Laufe der Eröffnungsphase oder des frühen Mittelspiels auszugleichen. Die Mieses-Eröffnung bereitet dabei keine besonderen Probleme. Auf Amateurebene gilt diese Aussage nur bedingt, der Überraschungseffekt oder das Verlassen theoretischer Pfade gegen gut vorbereitete Gegner kann hier die Nachteile des eher passiven Mieses-Zuges kompensieren.

## Eröffnungsideen
Der Zug 1. d2–d3 lässt dem Schwarzen die freie Wahl seines ersten Zuges und dem weiteren Aufbau seiner Figuren. Nicht selten geht die Partie in bekannte Eröffnungen oder Stellungsbilder über. Die natürlichen Erwiderungen sind 1. … d7–d5 oder 1. … e7–e5. In beiden Fällen kann der Weiße mit dem Fianchetto des Königsläufers (g2–g3 und Lf1–g2) in Königsindische Gefilde übergehen (siehe auch: Königsindischer Angriff). Im letzten Falle kann Weiß mit 2. c2–c4 in englische Strukturen überleiten oder aber mit 2. e2–e4 und gegebenenfalls Sb1–d2 eine der Philidor-Verteidigung ähnliche Stellung mit Mehrtempo anstreben.